# Meister Arnold
Meister Arnold († 1308) war nach Meister Gerhard der zweite Kölner Dombaumeister. 1271 wurde er als neuer Domwerkmeister genannt, als er gleichzeitig das Haus „Drachenfels“ in der Trankgasse Nr. 25 erwarb. Während seiner Zeit konnten die ersten Altäre in den Chorkapellen eingerichtet werden. Ende des 13. Jahrhunderts wurden die ersten Fensterverglasungen eingesetzt. Meister Arnold wurde eine Zeit lang aufgrund von stilistischen Erwägungen der große Fassadenplan F des Domes zugeschrieben. Das hat Johann Josef Böker in einer umfangreichen Untersuchung zurückgewiesen und die Planung in das Jahr 1370 datiert.
Arnold hatte zwei Söhne: Johannes aus erster Ehe und Rutger. Beide setzten sein Werk fort und wurden seine Nachfolger. Die Ausführungen der von Meister Arnold geplanten Maßwerke verraten, dass er auch in Frankreich gelernt hat.
Dombaumeister Arnold Wolff hat zur Diskussion gestellt, ob sich ein Porträt des Baumeisters im Dom befindet. Ein Kopf, etwas versteckt im Blattwerk eines Kapellenkranzes an einer Säule im Kapellenkranz zeige ein etwa lebensgroßes Porträt. Das Gesicht sei jung, pfiffig mit lang und wellig herabhängenden Haaren gestaltet. Arnold „könnte sich hier dargestellt haben in dem überwältigenden Gefühl, eine der größten Kathedralen der Christenheit weiterbauen zu dürfen, aber in der Demut des Christen, der zum Altare blickt.“

## Meister Arnold in der Jugendliteratur
In der Reihe „Tatort Geschichte“ hat Fabian Lenk einen Ratekrimi mit dem Titel Fluch über dem Dom verfasst: Im Mittelpunkt dieses Krimis stehen Meister Arnold und seine Kinder Johannes und Klara: Beide Kinder interessieren sich sehr für den Baufortschritt des Kölner Doms; als ein Steinmetz blutende Steine mit der Aufschrift „Satan“ findet: So beginnen Klara und Johannes als Detektive zu agieren und entdecken neben den Steinen den Zirkel Arnolds, den Johannes rasch einsteckt. Da viele Arbeiter einen Fluch über der Baustelle vermuten, verdächtigen sie den fliegenden Händler Winrich wegen seines Buckels. Die Kinder können schnell den Verdacht aus dem Weg räumen. Bei den weiteren Ermittlungen der beiden Kinder entdecken sie einen Liebesbrief an ihre Mutter und einen nachgemachten Schlüssel ihres Vaters. Als bei einem weiteren Anschlag ein angesägtes Baugerüst zusammenbricht, finden die Kinder zusammen mit Winrich Arnolds Jacke und alle drei befürchten, dass jemand ihren Vater schädigen möchte. Da ein Schmied beim Gesicht des Verdächtigen Arnolds Gesicht vermutet, wird Arnold seines Amtes enthoben: Bei der Frage, wer dem Dombaumeister schaden wolle, kommt Arnold auf seine beiden Brüder Roland und Lambert, mit denen er die Kathedrale in Reims erbaut hat und mit denen er in einen heftigen Streit geraten ist. Schnell erhärtet sich der Verdacht auf Lambert, weil Roland weder lesen noch schreiben kann. Nachdem schließlich ein Anschlag auf die drei heiligen Könige mit der Aufschrift „Satan“ verübt und dort der Bauplan des Dombaumeisters entdeckt wird, wird der Dombaumeister in den Kerker geworfen. Zu Hause entdecken die Kinder das Original des Bauplans und einen Fehler, den sie in der gefundenen Kopie des Planes entdeckt haben. So wird Arnold freigelassen und wieder zum Dombaumeister ernannt. Da die Familie einen weiteren Anschlag befürchtet, begeben sich Arnold und die Kinder in den Dom, worauf ein Feuer im Dom ausbricht. Dank Arnold und seiner Kinder kann der Täter Lambert schnell festgenommen werden.